# 가와사키 ZRX1100
가와사키 ZRX1100(영어: Kawasaki ZRX1100)은 1997년부터 2000년까지 가와사키에서 제작한 스탠더드 모터사이클로, ZX-11에 느슨하게 기반한 엔진을 사용했다. 제퍼 1100을 대체했다. 제퍼 1100이 미국에서 잘 팔리지 않았기 때문에, ZRX1100은 1999년까지는 미국 시장에서 판매되지 않았다. 2001년, ZRX1100은 더 큰 엔진을 장착한 ZRX1200으로 대체되었고, 이 모델은 2005년까지 미국에서 판매되었다. 이들은 2008년에 업데이트되어 2016년까지 일본에서 ZRX1200 DAEG 모델로 판매되었다. 일본 전용 "파이널 에디션" 모델은 2017년까지 판매되었다.
ZRX1100과 후속 ZRX1200은 큰 엔진을 가진 대형 바이크인 1980년대 머슬 바이크와 유사한 스타일을 가졌다. 또한 이들은 유니버설 재패니즈 모터사이클로도 여겨졌다. 스즈키 밴디트 1200은 이 틈새 시장을 선도한 것으로 평가받는데, 초기 공랭/유랭 엔진을 장착한 레이스 레플리카 스포츠 바이크에서 대배기량 엔진을 가져와 저회전 토크를 높이고 주행을 용이하게 하기 위해 엔진을 디튠하고, 알루미늄 프레임을 강철로 교체하고, 전체 페어링을 생략하여 비용을 절감하면서도 도로 경주의 초점을 잃고 올라운드 스트리트 스포츠 주행에 중점을 두었다. 여러 색상 중 하나는 에디 로슨의 1981년과 1982년 AMA 슈퍼바이크 시리즈 우승 바이크인 가와사키 KZ-1000을 재현한 것이다. 사각형 헤드라이트가 있는 비키니 노즈 페어링을 장착한 R 모델과 같은 여러 모델이 있었다.

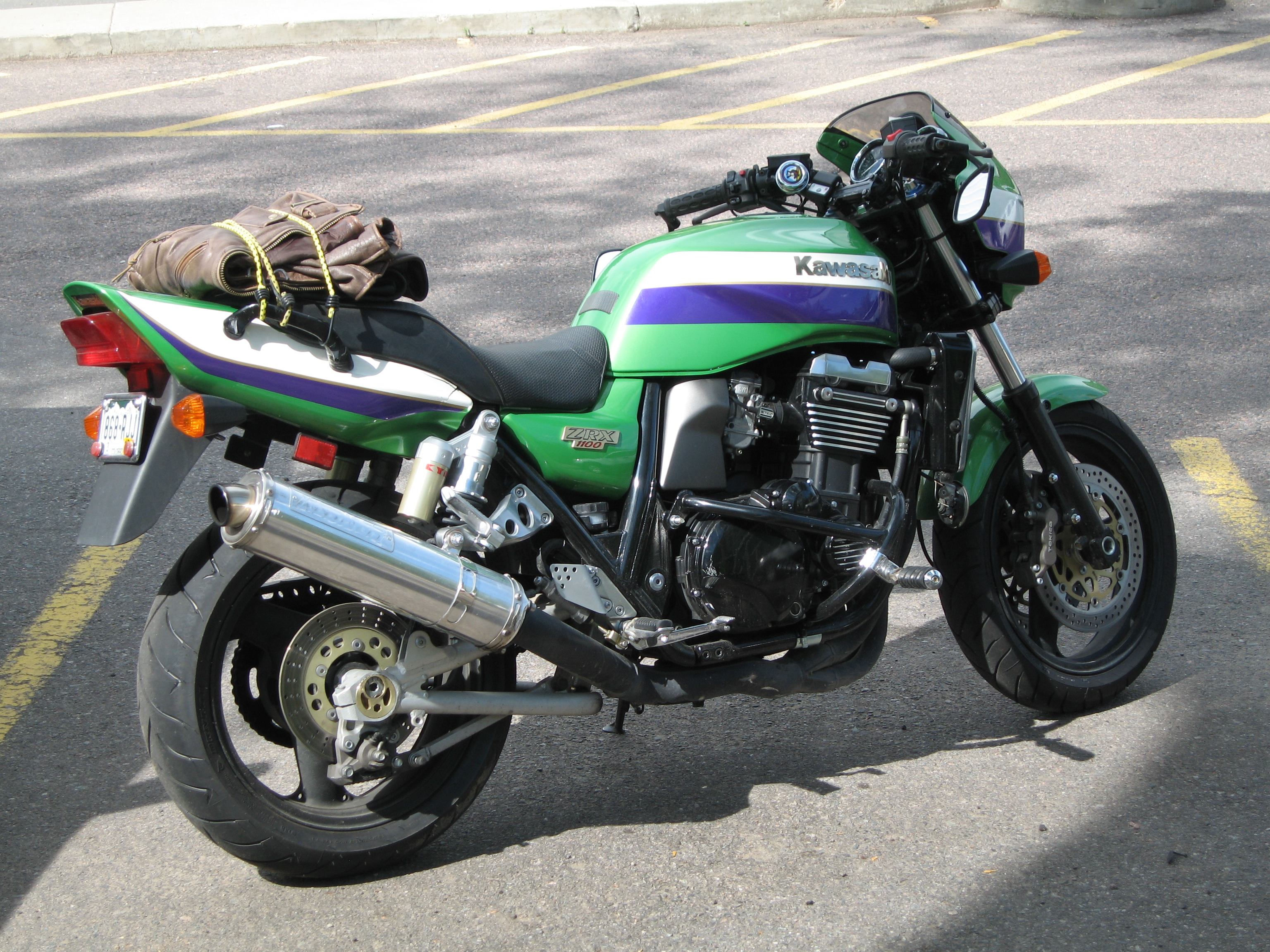
에디 로슨 레플리카 색상의 ZRX1100

ZRX1100의 최고 속도는 230 km/h (143 mph)였으며, 120 mph (190 km/h)에서 0 to 1⁄4 마일 (0.00 to 0.40 km) 도달 시간은 11.19초였고, 0 to 60 mph (0 to 97 km/h) 도달 시간은 2.9초였다.

## 같이 보기
- 가와사키 Z